# Pavel Rychagov
 (mars 2024).
La mise en forme du texte ne suit pas les recommandations de Wikipédia : il faut le « wikifier ».
Les points d'amélioration suivants sont les cas les plus fréquents. Le détail des points à revoir est peut-être précisé sur la page de discussion.
- Les titres sont pré-formatés par le logiciel. Ils ne sont ni en capitales, ni en gras.
- Le texte ne doit pas être écrit en capitales (les noms de famille non plus), ni en gras, ni en italique, ni en « petit »…
- Le gras n'est utilisé que pour surligner le titre de l'article dans l'introduction, une seule fois.
- L'italique est rarement utilisé : mots en langue étrangère, titres d'œuvres, noms de bateaux, etc.
- Les citations ne sont pas en italique mais en corps de texte normal. Elles sont entourées par des guillemets français : « et ».
- Les listes à puces sont à éviter, des paragraphes rédigés étant largement préférés. Les tableaux sont à réserver à la présentation de données structurées (résultats, etc.).
- Les appels de note de bas de page (petits chiffres en exposant, introduits par l'outil «  Source ») sont à placer entre la fin de phrase et le point final[comme ça].
- Les liens internes (vers d'autres articles de Wikipédia) sont à choisir avec parcimonie. Créez des liens vers des articles approfondissant le sujet. Les termes génériques sans rapport avec le sujet sont à éviter, ainsi que les répétitions de liens vers un même terme.
- Les liens externes sont à placer uniquement dans une section « Liens externes », à la fin de l'article. Ces liens sont à choisir avec parcimonie suivant les règles définies. Si un lien sert de source à l'article, son insertion dans le texte est à faire par les notes de bas de page.
- La présentation des références doit suivre les conventions bibliographiques. Il est recommandé d'utiliser les modèles {{Ouvrage}}, {{Chapitre}}, {{Article}}, {{Lien web}} et/ou {{Bibliographie}}. Le mode d'édition visuel peut mettre en forme automatiquement les références.
- Insérer une infobox (cadre d'informations à droite) n'est pas obligatoire pour parachever la mise en page.

Pour une aide détaillée, merci de consulter Aide:Wikification.
Si vous pensez que ces points ont été résolus, vous pouvez retirer ce bandeau et améliorer la mise en forme d'un autre article.
Pavel Vasilievich Rychagov (russe : Павел Васильевич Рычагов, 2 janvier 1911 – 28 octobre 1941) est un soldat et aviateur soviétique et héros de l'Union soviétique. Il fut le commandant de l'armée de l'air soviétique (VVS) pendant une brève période du 28 août 1940 au 14 avril 1941.
Pendant la guerre civile espagnole, il est devenu un as de l'aviation, après avoir abattu 15 avions ennemis. Pavel a été démis du commandement du VVS deux jours après le début de l'opération Barbarossa, l'invasion de l'Union soviétique par l'Allemagne nazie. Quelques mois plus tard, il a été exécuté avec son épouse, la major Maria Nesterenko, lors d'une purge du chef du NKVD, Lavrenti Beria, dans l'armée de l'air. Certaines sources de langue anglaise affirment que Rychagov a eu des ennuis pour avoir qualifié les avions soviétiques de « cercueils volants », bien qu'il n'y ait aucune mention de cela dans les sources russes. Pavel et sa femme, ainsi que les autres victimes, ont été réhabilités à titre posthume après la mort de Staline,.

## Jeunesse
Pavel Rychagov est né le 2 janvier 1911 (15 janvier dans le nouveau style) dans le village de Nizhnie Likhobory, qui fait partie de l'actuelle Moscou. En 1928, il rejoint l'Armée rouge, formé au Collège militaire des forces aériennes de Léningrad, dont il sort diplômé en 1930. En 1931, il s'inscrit en formation complémentaire au 2e Collège militaire des pilotes.

## Carrière militaire

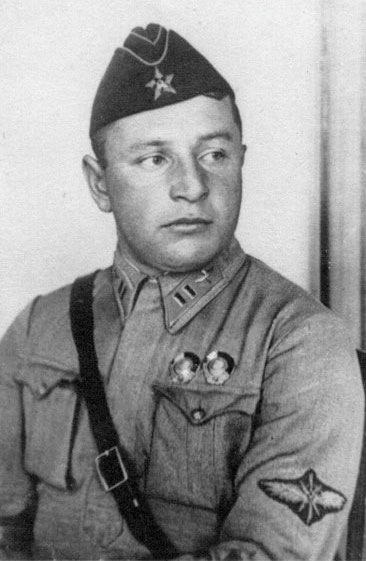
Portrait de Pavel Ryachagov publié dans la revue Krasnoarmeyets Krasnoflotets no 3 de 1938 et dans le journal Sotsialisticheskaya Yakuti no 32 (4389) du 9 février 1938.

### Pilote de chasse
Pendant cinq ans, Rychagov a été pilote de chasse ordinaire, développant ses compétences avant de devenir commandant d'un escadron d'aviation dans le district militaire de Kiev. En 1936, il reçut l'Ordre de Lénine pour services exemplaires ; il fut également l'un des premiers volontaires soviétiques à combattre pendant la guerre civile espagnole.
La partie la plus intense de la carrière de Rychagov en tant que pilote de chasse s'est déroulée dans le ciel espagnol. Le 28 octobre 1936, Rychagov, à la tête d'un groupe de 15 pilotes soviétiques pilotant 25 avions Polikarpov I-15, atterrit à Carthagène, en Espagne. Quelques jours plus tard, un autre groupe de 10 pilotes et 15 avions arrive à Bilbao. Le groupe de chasse de Rychagov est entré en action pour la première fois le 4 novembre. Ce jour-là, ils abattirent deux Junkers Ju 52 et deux Fiat CR.32 au-dessus de Madrid, alors qu'aucune perte n'était signalée parmi les pilotes soviétiques. Au cours des deux jours suivants, les pilotes de Rychagov ont remporté 12 victoires supplémentaires, au prix de deux avions perdus.
Cependant, le 16 novembre, Rychagov fut abattu au-dessus de Madrid par des chasseurs italiens Fiat CR.32, et quatre jours plus tard, le nombre d'avions soviétiques prêts au combat dans la région tomba à 15. Sept ont été perdus au combat, deux ont été forcés d'atterrir et un était en réparation. Rychagov poursuivit cependant les combats jusqu'au printemps 1937. En décembre 1936 et janvier 1937, deux autres expéditions de 30 Polikarpov I-15 arrivèrent en Espagne, permettant la formation d'une unité de combat complète de quatre escadrons I-15. À la fin de la guerre, le groupe de chasse de Rychagov avait remporté 40 victoires au total.
Pavel fit photographier son portrait par la propagande soviétique affichant deux Ordres de Lénine, l'insigne de collier d'un major aviateur et le brevet de pilote sur la manche de la tunique. Cette photo a été publiée dans le magazine Krasnoarmeyets Krasnoflotets (« Armée rouge Marine rouge ») no 3 de 1938 et dans le journal Sotsialisticheskaya Yakuti (« Socialistes Yakoutes ») no 32 (4389) du 9 février 1938.Le 31 décembre 1936, Rychagov (et 16 autres militaires) reçurent le titre de héros de l'Union soviétique avec la formulation suivante :

« "Pour l'exécution exemplaire des tâches spéciales et les plus difficiles du gouvernement visant à renforcer la puissance de défense de l'Union soviétique et pour l'héroïsme démontré sur cette question ..." »

Il retourna en Union soviétique en 1937 pour une courte période et, à 26 ans, fut promu général de brigade (Kombrig). En 1938, il dirigea un autre groupe d'environ 450 pilotes volontaires en Chine, où il participa à plusieurs escarmouches avec les Japonais,. En Chine, Pavel a été photographié avec les aviateurs Aleksey Sergeyevich Blagoveshchensky, A. G. Rytov et Fiodor Petrovitch Polynine ; la photo étant publiée dans le magazine Krasnoarmeyets ("Armée rouge"), numéro 14 décembre 1938.

## Commandant
En décembre 1939, Pavel est promu au grade de major-général et nommé commandant de la 9e Force aérienne. À la tête de cette unité, il dirigea les opérations de la guerre d'hiver contre la Finlande. En mai 1940, un troisième Ordre du Drapeau Rouge fut présenté à Rychagov. Il est promu lieutenant général de l'armée de l'air (General-Leytenant Aviatsii) quelques mois plus tard.
En 1940, Rychagov était membre de la haute direction de l'Armée de l'Air. Il a été nommé chef de l'administration de l'armée de l'air de l'Armée rouge et est devenu membre du Conseil militaire en chef de l'Armée rouge, prédécesseur de la Stavka. Finalement, il fut nommé commandant de l'armée de l'air le 28 août 1940, succédant à Yakov Smushkevich,,.

## Exécution

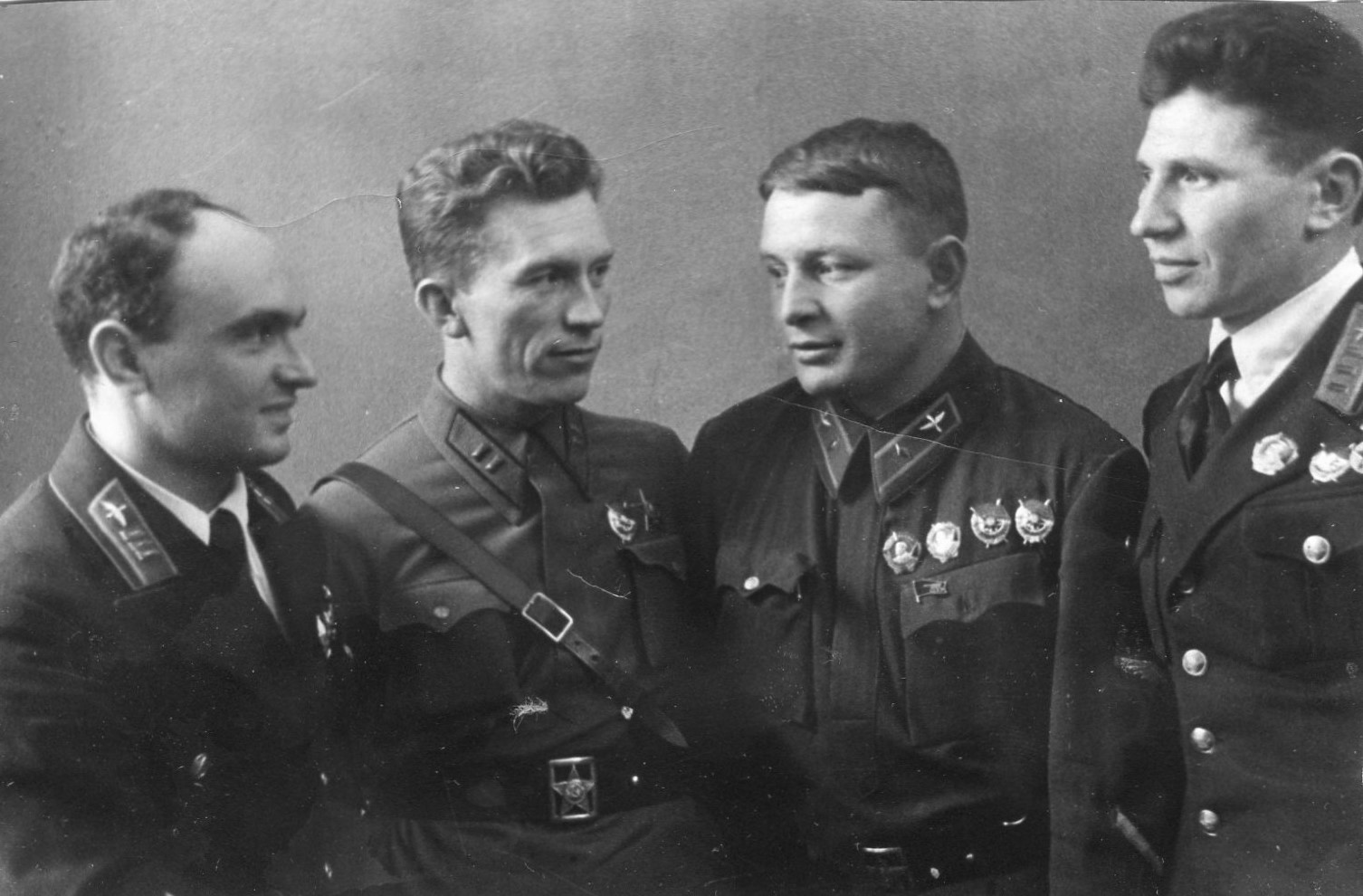
Aviateurs volontaires en Chine Aleksey Blagoveshchensky, A. G. Rytov, Pavel Rychagov et Fiodor Polynine, 1938. Pavel Rychagov a le grade de Kombrig, deux Ordres de Lénine et deux Ordres du Drapeau Rouge.

Peu avant l'opération Barbarossa, Rychagov fut démis de ses fonctions de commandant de l'armée de l'air dans le cadre de la purge de l'Armée rouge en 1941, pour être remplacé par Pavel Zhigarev,. C'était le résultat d'une enquête du Politburo sur le taux élevé d'accidents dans l'armée de l'air. De plus, en mai 1941, un Junkers Ju 52 allemand atterrit à Moscou sans être détecté auparavant par les forces de défense aérienne, ce qui entraîna des arrestations massives parmi les dirigeants de l'armée de l'air. Dans le cas spécifique de Rychagov, des sources anglophones affirment qu'il a été puni pour avoir qualifié les avions soviétiques de « cercueils volants ».
Le 24 juin, deux jours après le début de l'invasion allemande, Rychagov est arrêté. Certaines autres arrestations très médiatisées effectuées par le NKVD en 1941 comprenaient :
- 30 mai : Commissaire du peuple aux munitions Ivan Sergueïev et major-général Ernst Schacht
- 31 mai : lieutenant-général Piotr Pumpur
- 7 juin : le commissaire du peuple à l'armement Boris Vannikov et le colonel-général Grigory Shtern
- 8 juin : lieutenant-général Yakov Smushkevich
- 18 juin : lieutenant-général Pavel Alekseyev
- 19 juin : Colonel-général Alexandre Loktionov
- 24 juin : général Kirill Meretskov
- 27 juin : lieutenant-général Ivan Proskurov

Rychagov a été torturé et exécuté le 28 octobre 1941 avec son épouse, la major de l'armée de l'air Mariya Nesterenko,. Parmi les autres exécutés ce jour-là figuraient 20 autres officiers soviétiques, parmi lesquels les prédécesseurs de Rychagov dans l'armée de l'air, Yakov Smushkevich et Aleksandr Loktionov. L'exécution a eu lieu dans le village de Barbysh, qui n'existe pas actuellement et qui est aujourd'hui le parc Youri Gagarine de la ville de Samara.
Pavel Rychagov a été réhabilité à titre posthume en 1954. En 1975, une rue porte son nom au nord de Moscou, dans le quartier de Nizhniye Likhobor, sous le nom de rue Général Rychagov.

## Grades militaires
| Grade en russe             | Grade en français                      | Date       | Détails                          |
| -------------------------- | -------------------------------------- | ---------- | -------------------------------- |
| Starshiy leytenant         | Lieutenant vétéran                     | 24/12/1935 |                                  |
| Kapitan                    | Capitaine                              | 1936       |                                  |
| Mayor                      | Major                                  | 1937       |                                  |
| Kombrig                    | Général de brigade                     | 14/04/1938 | Dépassant le grade de colonel    |
| Komdiv                     | Général de division                    | 09/02/1939 |                                  |
| Komkor                     | Général de corps                       | 11/04/1940 |                                  |
| Général-Leytenant Aviatsii | Lieutenant-général de l'armée de l'air | 04/06/1940 | Équivalent au lieutenant-général |